# Cappella della Scala Santa (Napoli)
La cappella della Scala Santa è un luogo di culto, situato a Napoli, in via Costantinopoli.

## Storia
La chiesa, risalente al XVII secolo, è annessa alla struttura di Santa Maria della Sapienza, precisamente, situata sul lato destro dell'edificio. La chiesa, storicamente, fu un ambiente esclusivamente per le penitenze dei religiosi.
La denominazione del luogo deriva dalla scala percorsa da Gesù sanguinante nel pretorio di Pilato. Il tempio custodiva varie opere d'arte (oggi altrove per motivi di sicurezza); mentre, gli affreschi sono riconducibili a vari artisti, tra i più famosi, si ricorda Andrea d'Aste.
La cappella, al contrario della vicinissima chiesa basilicale, è stata restaurata e riportata ai suoi antichi splendori. Inoltre, alcune opere d'arte che erano state rubate, sono state ritrovate grazie alle forze dell'ordine.